# Астраханский драматический театр
Астраханский драматический театр — драматический театр в городе Астрахань основанный в 1810 году.

## История

Со стороны улицы Шелгунова

### Возникновение
Официальной датой рождения профессионального театра считается 12 декабря 1810 года. В этот день в принадлежащем купцу Токареву здании, специально приспособленном под зрелища, состоялся первый спектакль. Организатором и первым руководителем театра был отставной подпоручик Андрей Грузинов. В течение первого года существования театра было дано 46 спектаклей. В репертуар входили пьесы Фонвизина, Бомарше, Мольера, Княжнина. С первых же дней театр занял заметное место в культурной и общественной жизни города. Даже эпидемии оспы и холеры в 1830—1833 годах, когда въезд в город был ограничен, не повлияли на работу театра.

### Театр Плотникова
С годами первое здание театра ветшает и приходит в негодность. За строительство нового здания взялся Николай Иванович Плотников.
В 1877 г. он заявляет общественному управлению о своем намерении построить в Астрахани за свой счет каменный зимний театр. Автором проекта был городской архитектор Э. И. Фольрат, а наблюдение за ходом строительства осуществлял Макаров.
1 октября 1889 года состоялось освящение и открытие нового здания театра, которое стало гордостью многих и многих поколений астраханцев. На протяжении всей своей истории театр был центром культурной жизни Астрахани. Его творческое лицо определяли пьесы Фонвизина, Грибоедова, Островского, Чехова, Горького, Шекспира, Мольера, Гольдони.
На подмостках театра в разные годы выступали многие выдающиеся актёры: М. Н. Ермолова, Г. Н. Федотова, М. Г. Савина, В. Ф. Комиссаржевская, Л. В. Собинов, Ф. И. Шаляпин, П. Н. Орленев, Л. В. Максакова, И. И. Лавров, Милашкина; наши современники — О. А. Стриженов, Л. А. Чурсина, А. К. Фатюшин, В. А. Стеклов, В. В. Меньшов, А. Ф. Теплов (1956—1959) и многие другие.

### Советские годы
В 1940 театру было присвоено имя С. М. Кирова.
В 1948 — 1952 годах театр находился под руководством Лины Самборской.

### Современный период
В 1981 году главным режиссёром театра был назначен В. Я. Александрушкин. С его приходом репертуар театра обогатился спектаклями по произведениям современных авторов: «Раненые» В.Крыленко (1984), «Дым отечества» К.Симонова (1985) и др. В начале 1990-х годов здание было закрыто на реконструкцию, и актёры были вынуждены работать на разных площадках.
С появлением Н. А. Ширяева на посту художественного руководителя в 1997 году был пересмотрен репертуар. В нём снова появились пьесы классической драматургии — «Сон в летнюю ночь» Шекспира, «Идиот» по Ф. М. Достоевскому. 
В 1998, впервые за последние 40 лет, театр приезжал в Москву и был тепло принят московской публикой.
17 ноября 2008 года была закончена масштабная реконструкция театра в рамках празднования юбилея Астрахани.

## Труппа
В 1983—2012 годы в труппу входил Добронравов Б. В., заслуженный артист России.
На 2010 год труппа включает в себя около двадцати актёров. Среди них народный артист России Юрий Михайлович Черницкий.

## Награды
- Орден «Знак Почёта» (1986 год).
- Благодарность Президента Российской Федерации (6 декабря 2010 года) — за большой вклад в развитие отечественного театрального искусства и достигнутые творческие успехи[7].